# Twist Little Sister/Lost Love
Twist Little Sister/Lost Love è il primo singolo dei Brian Poole & The Tremeloes, pubblicato nel Regno Unito nel 1962.

## Tracce
Lato A
1. Twist Little Sister (Beveridge, Oakman)

Lato B
1. Lost Love (Leonard, Darvell)